# 특기병
특기병(特技兵, specialist)은 군대의 병사에서 일반 군인과는 다른 어떤 특별한 기술이나 자격을 가지고 있는 군인을 가리킨다.
특기병은 일부 국가 군대의 군사 계급이다. 미군의 2개 분과에서 이 계급을 사용한다. 미 육군의 사병(PVT), 사병(PV2), 사병 1급 이상의 4개 하급 입대 계급 중 하나이며 급여 등급은 상병과 동일하다. 미국 우주군에서 4개의 전문가 등급은 하사관 아래에 있는 4개의 하급 입대 등급으로 구성된다.